# 下条頼安
下条 頼安（しもじょう よりやす）は、戦国時代の武将。甲斐武田氏配下の信濃伊那郡国衆・下条信氏の次男であり、天正壬午の乱にて伊那郡における徳川氏配下の国衆として奮戦した。

## 略歴

### 出自
下条頼安は下条信氏の次男で、信氏の嫡男である信正の弟とされる。下条信氏の妻は武田信玄の妹とされている（『山梨県史』）が、下条氏側の資料では重臣・糟谷氏の娘とされており、頼安の生母も糟谷氏とされている。（『下条記』）。諱のうち「頼」は武田勝頼の偏諱であると推測されている。
下条氏は信濃伊那郡伊賀良荘における国衆であり、室町時代中期には吉岡城を領有して鈴岡城の鈴岡小笠原氏に従っていた。明応2年（1493年）1月に鈴岡小笠原政秀が対立する松尾小笠原氏・小笠原定基に謀殺されると、政秀の妻女と家臣らが小笠原氏家伝の書籍等を携えて下条氏を頼り、府中小笠原氏と共に定基と争った。一説によると頼安の祖父・時氏は定基により謀殺されたという。天文3年（1534年）に府中小笠原氏・小笠原長棟によって定基が放逐され、鈴岡小笠原氏が長棟の次男・信定によって再興されると、下条氏は家伝の書籍を小笠原氏に献じて信定に従った。その後武田信玄の信濃侵攻に小笠原氏と共に対抗したが、同23年（1554年）8月の武田軍の下伊那侵攻を前に頼安の父・下条信氏は降伏し、以後伊那郡における有力な信濃先方衆となった。尚、武田軍の下伊那侵攻に従い、甲斐に亡命していた松尾小笠原氏は伊那郡の旧領に復帰している。

### 天正壬午の乱
天正10年（1582年）2月、織田信長による武田領国への侵攻が開始されると、織田軍を迎え撃つため信氏ら下条一族は浪合口の要衝・滝沢要害（現：平谷村）を守備していた。しかし織田軍に内通した一族の下条氏長、家中の熊谷玄蕃・原民部らが謀反を起こしたため、信氏と信正・頼安らは城を退去し三河黒瀬（現：新城市）に身を潜めた。この際に徳川家康の保護を受けたという。信氏と信正はこの隠棲中に死去し、頼安と信正の嫡男・牛千世丸（後の康長）が残された。その一方で、武田氏滅亡後に下条氏の家督は織田氏に通じた氏長によって安堵された。しかし氏長は織田氏や長年対立していた松尾城主・小笠原信嶺の後援を背景に専横のふるまいが多く、下条家中の不満を貯めていたという。
同年6月の本能寺の変により織田信長が横死し、それに伴い旧武田領国の各地で動揺が走ると下条家中にも叛乱の兆しが現れる。家中の反氏長派で頼安の母方の従兄弟である糟谷与五右衛門は三河に亡命していた頼安の元に密かに赴き、頼安らを擁立し蜂起を計画したという（『下条由来記』）。この時、頼安らを保護していた徳川氏配下の菅沼定利に協力を取り付け、徳川氏の助力の下で反対派は蜂起したらしい。時を経たずして、氏長ら一派は家中の反対派によって謀殺され、頼安は甥・牛千世丸と共に遅くとも6月下旬までには吉岡城に帰還を果たした。
帰還後の頼安は伊那郡における徳川方の国衆として積極的に活動し、伊那郡の国衆への工作を行った。7月6日と12日に片桐・飯島・大島氏らの春近衆・大草衆・上穂衆らを徳川方に引き入れ、頼安を通じて起請文を提出させた。また家康の命によりこれら伊那郡の諸士を従えて諏訪方面に出陣し、上伊那の藤沢頼親を調略し、高遠城を制圧した後に諏訪法華寺（諏訪大社上社神宮寺）に布陣した。この時同陣していた小笠原貞慶の深志復帰を支援したという。その後酒井忠次配下となり諏訪頼忠の高島城を包囲したが、8月に川中島から転進してきた北条軍が諏訪郡に進出すると、甲斐に撤退する酒井らと別行動をとり下伊那に撤退した。
北条方は主力が甲斐に侵攻する一方で、高遠城を保科正直に制圧させ、箕輪城の藤沢頼親を調略して上伊那をほぼ制圧していった。さらに下伊那にも侵攻し、飯島・片桐・松岡頼貞が北条方に寝返り、頼安ら下条氏と松尾小笠原氏・知久氏以外の国衆はほぼ北条方についたと推察される。頼安は飯田城に籠城し、援軍の奥平信昌らと共に防戦し、徳川軍の伊那方面戦線を辛うじて維持した。この際に家康は頼安を徳川方にとどめるべく「手柄次第」を認め、伊那郡の北条方国衆の知行に関して自由な勢力拡大を追認したという。その後甲斐方面で徳川方が有利となり、9月に木曾義昌が、10月に保科正直が徳川方に転じると下伊那の戦線も解放された。

### 最期
天正壬午の乱の一連の武功により、頼安率いる下条氏は伊那郡で大いに勢力を拡大していった。その一方で長年の宿敵であり領地が隣接している松尾小笠原氏の小笠原信嶺との対立は深刻化していき、同11年（1583年）の6月と9月の二度、合戦におよんだという。下条氏は先年に氏長一派を粛清したことから寡兵であったが、小笠原勢と互角以上の戦いをし、領内の一ケ村も奪われることはなかった。この一連の合戦に心を痛めた小笠原氏の菩提寺開善寺と下条氏の祈願寺文永寺の住職らが仲裁に入り、信嶺の娘を頼安に嫁がせることで両者は和睦した。翌年1月20日、頼安は舅となった信嶺の松尾城に年頭の挨拶のために赴いたが、伺候してきたところを斬殺された。享年29であった。
下条氏の家督は頼安の甥で信正の嫡男であった牛千世丸（康長）が継いだが、未だ10歳と幼く弔い合戦に踏み切る力はなく、下条家中は悔しがったという。これにより、天正壬午の乱で一時的に勢力を伸ばした下条氏は衰退していった。